# Parc Ujazdowski
Le parc Ujazdowski, est un jardin public de 5,7 hectares situé dans le quartier de Śródmieście dans la ville de Varsovie en Pologne. 